# جون هافليسيك
جون هافليسيك (بالإنجليزية: John Havlicek) (8 أبريل 1940 - 25 أبريل 2019) في مارتينز فيري، هو لاعب كرة سلة أمريكي سابق بدأ مسيرته الاحترافية في سنة 1962. بلغ طوله 6 قدم 5 بوصة (2.0 م). اعتزل اللعب في 1978.

## فرق لعب لها
- بوسطن سيلتكس

## روابط خارجية
- جون هافليسيك على موقع IMDb (الإنجليزية)
- جون هافليسيك على موقع الموسوعة البريطانية (الإنجليزية)
- جون هافليسيك على موقع إن إن دي بي (الإنجليزية)
- جون هافليسيك على موقع قاعدة بيانات الفيلم (الإنجليزية)
- جون هافليسيك على موقع إن بي أي (الإنجليزية)
- جون هافليسيك على موقع سبورتس رفرنس (الإنجليزية)
- جون هافليسيك على موقع إي إس بي إن.كوم (الإنجليزية)
- جون هافليسيك على موقع كلية كرة السلة في سبورتس رفرنس.كوم (الإنجليزية)
- جون هافليسيك على موقع ريلجم (الإنجليزية)
- جون هافليسيك على موقع بروبوليرز (الإنجليزية)
- جون هافليسيك على موقع قاعة المشاهير الجامعة الوطنية لكرة السلة (الإنجليزية)